# Todirostrum
Todirostrum är ett fågelsläkte i familjen tyranner inom ordningen tättingar.

## Arter i släktet
Släktet omfattar sju arter med utbredning från södra Mexiko till nordöstra Argentina:
- Fläckig todityrann (T. maculatum)
- Gultyglad todityrann (T. poliocephalum)
- Gråryggig todityrann (T. cinereum)
- Maracaibotodityrann (T. viridanum)
- Brokig todityrann (T. pictum)
- Gulbrynad todityrann (T. chrysocrotaphum)
- Svarthuvad todityrann (T. nigriceps)

## Familjetillhörighet
Släktet behandlas vanligen som en del av familjen tyranner. Vissa taxonomiska auktoriteter har dock valt att dela upp tyrannerna i flera familjer efter DNA-studier som att tyrannerna består av fem klader som skildes åt redan under oligocen. Todirostrum förs då till familjen Pipromorphidae.